# María Kondrátieva
María Kondrátieva (ruso: Мария Кондратьева; nacida el 17 de enero de 1982) es una exjugadora de tenis profesional rusa, retirada.
Su mejor clasificación en la WTA fue la número 210 del mundo, que llegó el 23 de junio de 2010. En dobles alcanzó número 48 del mundo, que llegó el 18 de octubre de 2010. Ganó un título en dobles en la WTA. También ganó cuatro individuales y veinte títulos de dobles en el ITF tour.
Kondratieva acompañada de Vladimíra Uhlířová, derrotaron Marina Erakovic y Anna Chakvetadze en la final del Banka Koper de 2010 por 6-4, 2-6, [10-7]. Esta fue la única oportunidad de Kondratieva para ganar un título de dobles de la WTA Tour en su carrera. En 2016 Kondratieva se retiró del tenis profesional.

## Título WTA

### Dobles (1)
| Leyenda: Antes de 2009 | Leyenda: A partir de 2009 |
| ---------------------- | ------------------------- |
| Grand Slam (0)         |                           |
| WTA Championships (0)  |                           |
| Tier I (0)             | Premier Mandatory (0)     |
| Tier II (0)            | Premier 5 (0)             |
| Tier III (0)           | Premier (0)               |
| Tier IV & V (0)        | International (1)         |

| N.º | Fecha               | Torneos  | Superficie | Pareja             | Oponentes                        | Resultado        |
| --- | ------------------- | -------- | ---------- | ------------------ | -------------------------------- | ---------------- |
| 1.  | 24 de julio de 2010 | Portoroz | Dura       | Vladimíra Uhlířová | Marina Erakovic Anna Chakvetadze | 6–4, 2–6, [10–7] |

#### Finalista (3)
| N.º | Fecha                 | Torneos  | Superficie    | Pareja             | Oponentes                     | Resultado        |
| --- | --------------------- | -------- | ------------- | ------------------ | ----------------------------- | ---------------- |
| 1.  | 24 de octubre de 2009 | Moscú    | Dura (i)      | Klára Zakopalová   | Maria Kirilenko Nadia Petrova | 2–6, 2–6         |
| 2.  | 11 de abril de 2010   | Marbella | Tierra batida | Yaroslava Shvédova | Sara Errani Roberta Vinci     | 4–6, 2–6         |
| 3.  | 31 de julio de 2010   | Estambul | Dura          | Vladimíra Uhlířová | Eleni Daniilidou Jasmin Wöhr  | 4–6, 6–1, [9–11] |